# Saison 3 de Chuck
Chronologie
Saison 2 Saison 4
La troisième saison de Chuck, série télévisée américaine, est constituée de dix-neuf épisodes et a été diffusée du 10 janvier 2010 au 24 mai 2010 sur NBC, aux États-Unis.

## Synopsis
Chuck Bartowski est un geek, un passionné d'ordinateurs qui travaille au Buy More, une grande surface d'électroménager et d'électronique, plus particulièrement dans le SAV informatique appelé Nerd Herd, qui est une parodie de Geek Squad. Sa vie va basculer le jour où Bryce Larkin, son ancien meilleur ami de l'Université Stanford, lui envoie un e-mail mystérieux qui contient une base de données chiffrée réunissant les informations de la NSA et de la CIA et appelée l’Intersecret (Intersect en VO). L'inconscient de Chuck détient alors toutes les données de ces deux agences qui se révèlent par des flashs à la vue de certains objets ou personnes ou dans des situations de danger. Arrivent aussitôt John Casey de la NSA, un homme d'une grande force physique, intelligent et très patriote ainsi que Sarah Walker de la CIA, une très belle femme pleine de talent et de charme, qui l'initient au monde de l'espionnage et tentent de le protéger dans toutes ses aventures. Sa vie est alors partagée entre son emploi au Buy More, son meilleur ami Morgan Grimes, sa sœur Ellie, les missions d'espionnage et les mystères de sa vie…

## Distribution

### Acteurs principaux
- Zachary Levi (VF : Tanguy Goasdoué) : Charles « Chuck » Irving Bartowski
- Yvonne Strahovski (VF : Laura Blanc) : Sarah Lisa Walker
- Adam Baldwin (VF : David Krüger) : colonel John Casey
- Joshua Gomez (VF : William Coryn) : Morgan Grimes
- Sarah Lancaster (VF : Caroline Lallau) : Eleanor « Ellie » Bartowski-Woodcomb
- Ryan McPartlin (VF : Stéphane Pouplard) : Devon Woodcomb alias « Capitaine Trop Top » (« Captain Awesome » en VO)
- Mark Christopher Lawrence (VF : Pascal Casanova) : Michael « Big Mike » Tucker
- Scott Krinsky (VF : Jacques Bouanich) : Jefferson « Jeff » Barnes
- Vik Sahay (VF : Pascal Nowak) : Lester Patel

### Acteurs récurrents
- Bonita Friedericy (VF : Françoise Pavy) : général Diane Beckman (14 épisodes)
- Brandon Routh (VF : Adrien Antoine) : Daniel Shaw[1] (11 épisodes)
- Tony Hale (VF : Nessym Guetat) : Emmett Milbarge (épisode 1)
- Kristin Kreuk (VF : Charlotte Marin) : Hannah[2] (épisodes 5 à 8)
- Mekenna Melvin (VF : Cécile Nodie) : Alex McHugh, fille de John Casey et de Kathleen McHugh (épisodes 10, 18 et 19)
- Scott Bakula (VF : Guy Chapellier) : Stephen J. Bartowski (épisodes 17 à 19)

### Invités
- Adoni Maropis (en) (VF : Éric Etcheverry) : Javier Cruz (épisode 1)
- Mini Anden (VF : Élisabeth Ventura) : Carina Miller, espionne et ex-équipière de Sarah (épisode 2)
- Vinnie Jones (VF : Guillaume Orsat) : Karl Stromberg[3] (épisode 2)
- Armand Assante (VF : Julien Kramer) : Alejandro Goya (épisode 3)
- Angie Harmon (VF : Juliette Degenne) : Sydney[4] (épisode 4)
- Stone Cold Steve Austin (VF : Michel Vigné) : Hugo Panzer (épisode 5)
- Fahim Anwar (VF : Paolo Domingo) : Manoosh Depak (épisode 6)
- Jim Piddock (VF : Philippe Catoire) : le conservateur du musée (épisode 7)
- Tony Sirico (VF : Hervé Jolly) : Matty (épisode 8)
- Cedric Yarbrough (VF : Bruno Dubernat) : Neil (épisode 9)
- Diedrich Bader (VF : Éric Aubrahn) : Del (épisode 9)
- Robert Patrick (VF : Michel Voletti) : le colonel James Keller (épisode 10)
- Greg Roman (VF : Vincent de Boüard) : Stanley Fitzroy (épisode 10)
- Clare Carey (VF : Françoise Cadol) : Kathleen McHugh, ex-fiancée de Casey (épisode 10)
- Roger Cross (VF : Renaud Marx) : agent de l'Alliance (épisode 12)
- Mark Sheppard (VF : Fabien Jacquelin) : le directeur de l’Alliance (épisodes 12 et 13)
- Ian Patrick Williams (VF : Bernard Tiphaine) : le maître d'hôtel (épisode 14)
- Lela Loren (VF : Laëtitia Lefebvre) : Lelia (épisode 14)
- Fred Willard (VF : Michel Bedetti) : agent Craig Turner, de la CIA (épisode 15)
- Swoosie Kurtz (VF : Colette Venhard) : agent Laura Turner, coéquipière et femme de Craig Turner (épisode 15)
- Christopher Lloyd (VF : Pierre Hatet) : Dr Léo Dreyfus, Psychiatre de la CIA (épisode 16)
- Julia Ling (VF : Ysa Ferrer) : Anna Melinda Wu (épisode 16)
- Allan Louis (VF : Jean-Paul Pitolin) : Dr Martin Kwambe (épisode 16)

## Liste des épisodes
1. Espion envers et contre tout
2. Version 2.0
3. L’Ange de la mort
4. Opération Trop Top
5. Mission solo
6. L’Atout de Chuck
7. Doubles Secrets
8. Comme un arracheur de dents
9. Chuck est en panne
10. Même pas peur
11. L’Examen final
12. Volte-Face
13. Chuck contre l’autre
14. Au train où vont les choses
15. La Tigresse
16. Une histoire de fou
17. Annonces classées
18. Un métro de retard
19. Chuck et les Femmes de sa vie

### Épisode 1:Espion envers et contre tout
- États-Unis /  Canada : 10 janvier 2010 sur NBC / Citytv[5]
- Québec : 24 août 2010 sur Ztélé[6]
- Belgique : 24 octobre 2010 sur La Une[7]
- France : 28 janvier 2012 sur NT1[8]

- États-Unis : 7,7 millions de téléspectateurs[9] (première diffusion)

- La barbe qu'arbore Chuck est un clin d’œil au personnage qu'interprétait Jeff Bridges dans le film The Big Lebowski, le « Duc ». Il est possible d'entendre le morceau Just Dropped In (To See What Condition My Condition Was In) à plusieurs reprises.
- La fin de l'épisode est une référence au film Rocky 3.

### Épisode 2:Version 2.0
- États-Unis : 10 janvier 2010 sur NBC
- Québec : 31 août 2010 sur Ztélé[10]
- Belgique : 31 octobre 2010 sur La Une[7]
- France : 4 février 2012 sur NT1[8]

- États-Unis : 7,2 millions de téléspectateurs[9] (première diffusion)

- Mini Anden (Carina Miller)
- Vinnie Jones (Karl Stromberg)

- Le nom du personnage « Karl Stromberg » est un clin d’œil à l'antagoniste dans le film L'Espion qui m'aimait.
- La façon dont Chuck déjoue les lasers fait référence au film Ocean's Twelve.

### Épisode 3:L'Ange de la mort
- États-Unis : 11 janvier 2010 sur NBC
- Québec : 7 septembre 2010 sur Ztélé[11]
- Belgique : 7 novembre 2010 sur La Une[7]
- France : 4 février 2012 sur NT1[8]

- États-Unis : 7,35 millions de téléspectateurs[12] (première diffusion)

- Lors de l'interrogatoire entre le président et Casey, surnommé « El Angel de la Muerte », le président parle de son chien Chewie qui a explosé à cause d'une bombe de Casey. Ceci fait référence au personnage Chewbacca de la saga Star Wars.

### Épisode 4:Opération Trop Top
- États-Unis : 18 janvier 2010 sur NBC
- Québec : 14 septembre 2010 sur Ztélé[13]
- Belgique : 14 novembre 2010 sur La Une[7]
- France : 11 février 2012 sur NT1[8]

- États-Unis : 6,65 millions de téléspectateurs[9] (première diffusion)

- Angie Harmon (Sydney)
- Brandon Routh (Daniel Shaw)

- Au Buy More, Lester et Jeff organisent des combats clandestins où chaque employés y participent. Il s'agit d'une référence au film Fight Club.

### Épisode 5:Mission solo
- États-Unis : 25 janvier 2010 sur NBC
- Québec : 21 septembre 2010 sur Ztélé[14]
- Belgique : 21 novembre 2010 sur La Une[7]
- France : 11 février 2012 sur NT1[8]

- États-Unis : 6,98 millions de téléspectateurs[9] (première diffusion)

- Stone Cold Steve Austin (Hugo Panzer)

### Épisode 6:L’Atout de Chuck
- États-Unis : 1er février 2010 sur NBC
- Québec : 28 septembre 2010 sur Ztélé[15]
- Belgique : 28 novembre 2010 sur La Une[7]
- France : 16 mars 2012 sur NT1[8]

- États-Unis : 6,73 millions de téléspectateurs[9] (première diffusion)

- Lorsque Chuck approche l'informaticien qu'il doit protéger dans un bar à nachos, sur l'enseigne du bar il est inscrit « Two and a half amigos » ; ceci fait référence à la série télévisée Mon oncle Charlie ayant pour titre original « Two and a Half Men ».

- À partir de cet épisode, la diffusion française sur NT1 s'est poursuivie en semaine au rythme d'un épisode par jour.

### Épisode 7:Doubles Secrets
- États-Unis : 8 février 2010 sur NBC
- Québec : 5 octobre 2010 sur Ztélé[16]
- Belgique : 5 décembre 2010 sur La Une[7]
- France : 19 mars 2012 sur NT1[8]

- États-Unis : 6,6 millions de téléspectateurs[9] (première diffusion)

Sarah doit faire équipe avec Daniel Shaw au cours d'une nouvelle mission. Bien qu'elle ne se soit pas intéressée, celui-ci ne cesse de la séduire. La situation empire quand Chuck et Hannah se retrouvent à leur tour pris dans la mission pour voler le masque d'Alexandre le Grand. Shaw et Sarah examinent le masque et découvrent que le socle contient en fait une capsule de cyclosarin qui se diffuse dans l'air. Ils s'enferment dans le château pour éviter la contamination.
Pendant ce temps, Chuck doit sauver Hannah qui a été enlevée par Vasili en échange du masque. Il fait croire à Vassili qu'il a le vrai masque et donc le virus. Il le brise sous ses yeux répandant un fumigène au sol. Toutefois, l'antidote est dans un vase autour d'eux, Chuck flashe et brise le bon vase sur Vasili. Il peut donner l'antidote à Casey qui l'apporte aussitôt à Shaw et Sarah qui ont pu sortir du château après que l'agent infectieux a été éliminé.
- La première tentative de vol du masque fait référence au film Mission impossible.
- Lorsque Chuck dit de Daniel Shaw (Brandon Routh) qu'il est pour celles qui aiment le « style Superman » : il fait référence au film Superman Returns (2006) dans lequel l'acteur a interprété le rôle-titre.
- Par ailleurs, Kristin Kreuk tenait le rôle de Lana Lang dans la série télévisée Smallville (série liée à la jeunesse de Superman).

### Épisode 8:Comme un arracheur de dents
- États-Unis : 1er mars 2010 sur NBC
- Québec : 12 octobre 2010 sur Ztélé[17]
- Belgique : 12 décembre 2010 sur La Une[7]
- France : 20 mars 2012 sur NT1[8]

- États-Unis : 6,7 millions de téléspectateurs[9] (première diffusion)

### Épisode 9:Chuck est en panne
- États-Unis : 8 mars 2010 sur NBC
- Québec : 19 octobre 2010 sur Ztélé[18]
- Belgique : 19 décembre 2010 sur La Une[7]
- France : 21 mars 2012 sur NT1[8]

- États-Unis : 6,37 millions de téléspectateurs[9] (première diffusion)

- Lorsque les employés du Buy More défendent l'entrée du magasin et posent leur drapeau « Buy Moria », ils imitent les marines lors de la prise du Mont Suribachi sur l'ile Iwo Jima.

### Épisode 10:Même pas peur
- États-Unis : 15 mars 2010 sur NBC
- Québec : 26 octobre 2010 sur Ztélé[19]
- Belgique : 9 janvier 2011 sur La Une[7]
- France : 22 mars 2012 sur NT1[8]

- États-Unis : 5,85 millions de téléspectateurs[9] (première diffusion)

- Robert Patrick (le colonel Keller)

### Épisode 11:L’Examen final
- États-Unis : 22 mars 2010 sur NBC
- Québec : 2 novembre 2010 sur Ztélé[20]
- Belgique : 9 janvier 2011 sur La Une[7]
- France : 23 mars 2012 sur NT1[8]

- États-Unis : 5,46 millions de téléspectateurs[21] (première diffusion)

- Kyle Bornheimer (Hunter Perry / test rouge de Chuck)
- Andrew Kirsanov (Anatoli Zevlovski)
- Kelly Thybaud (test rouge de Sarah)

- Anatoli Zevlovski utilise le surnom d'Ivan Drago, l'antagoniste de Rocky dans le film Rocky 4.

### Épisode 12:Volte-Face
- États-Unis : 29 mars 2010 sur NBC
- Québec : 9 novembre 2010 sur Ztélé[22]
- Belgique : 16 janvier 2011 sur La Une[7]
- France : 26 mars 2012 sur NT1[8]

- États-Unis : 5,68 millions de téléspectateurs[9] (première diffusion)

- Kelly Thybaud (Eve Shaw)
- Mark Sheppard (le directeur de l’Alliance)

- À la suite d'une manifestation, l'épisode qui devait être diffusé le 23 janvier 2011 en Belgique a été reporté à la semaine suivante.

### Épisode 13:Chuck contre l’autre
- États-Unis : 5 avril 2010 sur NBC
- Québec : 16 novembre 2010 sur Ztélé[23]
- Belgique : 30 janvier 2011 sur La Une[7]
- France : 27 mars 2012 sur NT1[8]

- États-Unis : 5,79 millions de téléspectateurs[24] (première diffusion)

- Mark Sheppard (le directeur de l’Alliance)

### Épisode 14:Au train où vont les choses
- États-Unis : 26 avril 2010 sur NBC
- Québec : 23 novembre 2010 sur Ztélé[25]
- Belgique : 6 février 2011 sur La Une[7]
- France : 28 mars 2012 sur NT1[8]

- États-Unis : 5,78 millions de téléspectateurs[26] (première diffusion)

- Chuck et Sarah emprutent une moto et se positionnent de la même manière que James Bond et Wai Lin dans le film Demain ne meurt jamais.
- Le morceau Feeling Good de Nina Simone fait référence au film d'espionnage Nom de code : Nina (Point of No Return).

### Épisode 15:La Tigresse
- États-Unis : 3 mai 2010 sur NBC
- Québec : 30 novembre 2010 sur Ztélé[27]
- Belgique : 13 février 2011 sur La Une[7]
- France : 29 mars 2012 sur NT1[8]

- États-Unis : 5,34 millions de téléspectateurs[28] (première diffusion)

- Fred Willard et Swoosie Kurtz (Craig et Laura Turner, agents de la CIA)

- Le rêve de Morgan est un clin d’œil à la sitcom Pour l'amour du risque (Hart to Hart).
- Lorsqu'il s'exerce au tir, Morgan fait allusion aux balles entièrement chemisées metal (Full Metal Jacket) ce qui renvoie au film Full Metal Jacket de Stanley Kubrick dans lequel Adam Baldwin (John Casey) a joué.

### Épisode 16:Une histoire de fou
- États-Unis : 10 mai 2010 sur NBC
- Québec : 7 décembre 2010 sur Ztélé[29]
- Belgique : 20 février 2011 sur La Une[7]
- France : 30 mars 2012 sur NT1[8]

- États-Unis : 5,33 millions de téléspectateurs[30] (première diffusion)

- Christopher Lloyd (Dr Leo Dreyfus, psychiatre de la CIA)
- Julia Ling (Anna Wu)

- Chuck et Sarah regardent Drôles d'espions avec l'acteur Chevy Chase qui tenait le rôle de Ted Roark dans la saison précédente.
- Chuck appelle le psychiatre, interprété par Christopher Lloyd, « Doc » en référence au docteur Emmett Brown, dans la trilogie Retour vers le futur. Par ailleurs, le nom Dr Leo Dreyfus fait référence au personnage joué par Richard Dreyfuss dans Quoi de neuf, Bob ?.
- La salle commune de l'asile psychiatrique de la CIA ressemble à celle du film Vol au-dessus d'un nid de coucou, où Christopher Lloyd y tenait le rôle de « Taber ».
- Au Buy More, il est possible de constater sur les écrans le test de Rorschach.
- Le nom de code choisi par Morgan : « Cobra » fait référence au film Cobra.
- La combinaison d'un psychotrope avec l’Intersecret font de Chuck un maître de la boxe de l'homme soul, appelée le Zui quan, en référence au film Le Maître chinois.

- L'actrice Julia Ling reprend son rôle d’Anna Melinda Wu, le temps d'un épisode.

### Épisode 17:Annonces classées
- États-Unis : 17 mai 2010 sur NBC
- Québec : 14 décembre 2010 sur Ztélé[31]
- Belgique : 27 février 2011 sur La Une[7]
- France : 2 avril 2012 sur NT1[8]

- États-Unis : 5,2 millions de téléspectateurs[32] (première diffusion)

- La réplique de Justin : « On est la CIA, tout est trompeur », est une citation faisant référence au film La Recrue (The Recruit).

### Épisode 18:Un métro de retard
- États-Unis : 24 mai 2010 sur NBC
- Québec : 21 décembre 2010 sur Ztélé[33]
- Belgique : 13 mars 2011 sur La Une[7]
- France : 3 avril 2012 sur NT1[8]

- États-Unis : 4,96 millions de téléspectateurs[34] (première diffusion)

- Quand Casey annonce à Alex (sa fille) qu'il est son père, c'est une référence à la réplique culte de Dark Vador, l'antagoniste principal de la saga Star Wars.
- Lors de l'arrestation du Général Beckman, elle s'adresse à Morgan en lui disant « vous êtes notre seul espoir ». Il s'agit d'une reprise du célèbre message de la princesse Leia Organa enregistré dans le robot R2-D2 dans la saga Star Wars.

### Épisode 19:Chuck et les Femmes de sa vie
- États-Unis : 24 mai 2010 sur NBC
- Québec : 28 décembre 2010 sur Ztélé[35]
- Belgique : 20 mars 2011 sur La Une[7]
- France : 3 avril 2012 sur NT1[8]

- États-Unis : 5,16 millions de téléspectateurs[34] (première diffusion)

- La façon dont Chuck démasque l’identité des « anciens » rappelle  l'astuce utilisée par James Bond dans Quantum of Solace.
- Morgan confirme son nom de code, « Cobra » en reprenant la réplique de Marion Cobretti (le personnage interprété par Sylvester Stallone dans le film Cobra) : « You're the disease, I'm the cure ».

## Informations sur le coffretDVD
- Intitulé du coffret : Chuck - The Completed Third Season (zone 1) / Chuck - L'intégrale de la saison 3 (zone 2)
- Édition : Warner Home Video
- Nombres d'épisodes : 19
- Nombres de disques : 5
- Format d'image : couleur, plein écran, 16/9 (compatible avec le format 4/3), PAL, 1,78:1
- Audio : Dolby Digital 2.0 (français) et Dolby Digital 5.1 (anglais)
- Langues : français, anglais, espagnol
  - Sous-titres : français, espagnol, danois, norvégien, portugais, suédois, polonais
- Durée : 798 minutes
- Bonus[36] : 
  - des scènes inédites
  - Chuck-Fu… et Dim Sum : Devenir un espion
  - la révolution Jeffster : Documentaire parodique et un bêtisier
- Dates de sortie :
  -  États-Unis : 7 septembre 2010
  -  France : 2 mai 2012[37]